# Hansgerhard Weiss
Hansgerhard Weiss (* 7. Mai 1902 in Celle; † 25. Mai 1982 in Capri; auch Hans-Gerhard Weiss) war ein deutscher Schriftsteller und Literaturwissenschaftler. Er baute im Radebeuler Hohenhaus das (Gerhart und Carl) Hauptmann-Archiv Radebeul auf.

## Leben und Wirken
Der Schriftsteller, Literaturwissenschaftler und Hauptmann-Sammler zog 1947 von Dresden-Hellerau nach Radebeul in das Hohenhaus.
Nachdem am 14. November 1948 dort die Hauptmann-Gedenkstätte eröffnet wurde, bildete Weiss’ große Sammlung von Gerhart-Hauptmann- und Carl-Hauptmann-Werken sowie zusätzlicher Sekundärliteratur über diese beiden den Grundstock für das am 6. Juni 1949 im Hohenhaus eröffnete Radebeuler Hauptmann-Archiv, das Hansgerhard Weiss anfänglich auch leitete. 1950 siedelte Weiss nach Westdeutschland über, während das Hauptmann-Archiv in das Kavalierhaus der Hoflößnitz verlegt wurde und 1961 in die Bennostraße 41 (Villa Steinbach).
Der bekannteste von Weiss’ zahlreichen Romanen, Hörspielen und Biographien ist der von 1938 datierende dokumentarische Roman Die Schwestern vom Hohenhaus, der von den drei Thienemann-Töchtern Marie, Martha und Adele handelt, die Gerhart und Carl Hauptmann sowie deren Bruder Georg geheiratet haben. Darüber hinaus war er der Herausgeber von Bernhard Weiss (1827–1918) Aus neunzig Lebensjahren.